# Taken by a Stranger
"Taken by a Stranger" é uma canção da cantora alemã Lena que ira representar a Alemanha no Festival Eurovisão da Canção 2011. O concurso será realizado em Düsseldorf, Alemanha, devido à vitória desta mesma no Festival Eurovisão da Canção 2010 em Oslo, Noruega.
A canção foi escrita por Gus Seyffert, Nicole Morier e Monica Birkenes, e produzida por Stefan Raab. A canção foi seleccionada a 18 de Fevereiro de 2011 na final de Unser Song für Deutschland, o método nacional usado para escolher a canção para Lena cantar em Düsseldorf. Lena e Raab escolheram 12 canções em mais de 600 enviadas para as instalações da NDR, e depois de 2 semi-finais, 6 canções competiram na final. Finalmente,"Push Forward" e "Taken by a Stranger" foram seleccionadas para a super final, com "Taken by a Stranger" vencendo no televoto.
A referida canção foi interpretada em Inglês por Lena Meyer-Landrut. Foi a décima-sexta canção a ser interpretada na noite do festival, a seguir à canção da Moldávia "So Lucky" e antes da canção da Roménia "Change". Terminou a competição em 10.º lugar (entre 25 participantes), tendo recebido um total de 107 pontos.